# Cyclodium guianense
Cyclodium guianense là một loài thực vật có mạch trong họ Dryopteridaceae. Loài này được (Klotzsch) van der Werff ex L.D. Gómez miêu tả khoa học đầu tiên năm 1986.